# 금색돔
금색돔(Pagrus auratus)은 도미과에 속하는 물고기의 일종이다. 태평양 서부, 오스트레일리아 일대에서 잡히는 물고기이다. 130 cm, 20 kg 이상으로 자라는 것으로 알려져 있다.